# Rilhac-Xaintrie
Rilhac-Xaintrie è un comune francese di 335 abitanti situato nel dipartimento della Corrèze nella regione della Nuova Aquitania.

## Società

### Evoluzione demografica
Abitanti censiti